# Хаустов, Павел Прокофьевич
Па́вел Проко́фьевич Ха́устов (2 [14] ноября 1882 или 14 ноября 1882, Шарыпово, Ачинский округ, Енисейская губерния, Российская империя — 11 сентября 1949, Киев) — советский архитектор, градостроитель.

## Биография
В 1906 году поступил в Томский технологический институт. В 1911 году поехал в Москву и поступил на инженерно-технологическое отделение Константиновского института.
С 1919 года Хаустов возглавил работу над составлением проектного плана Киева, впоследствии работа была прервана и возобновлена уже в 1926 году в Киевском окружном отделе коммунального хозяйства. В двадцатых годах преподает геодезию в Киевском художественном институте. Среди его учеников были: И. Ю. Каракис, В. И. Заболотный, С. А. Барзилович, П. Г. Юрченко и другие.
В 50-летнем возрасте мастер решил ещё больше пополнить свои знания и окончил КИСИ. Он был единственным в то время педагогом на Украине, получившим звание профессора по вопросам градостроительства. С 1934 по 1938 годы группой архитекторов, которой руководил профессор Хаустов, был разработан генеральный план Киева. В основу плана был положен принцип разделения города на районы.

## Цитаты Хаустова
Хотя ст. 2 «Положения об Общественном Управлении городов» (9 июня 1917 г.) и требует от Городских Самоуправлений составления плана города и развития его в соответствии с планом, но, к сожалению, Киевское Городское Общественное Самоуправление, в силу различного рода технических обстоятельств, между прочим и экономического характера, лишено возможности теперь же приступить…

## Избранные публикации
- Хаустов П. Будівництво 1938 року і планування Києва // Архітектура Радянської України. — 1938. — № 4/5 — С. 6-10 : іл.
- Хаустов П. Київ дворянський і Київ соціалістичний // Архітектура Радянської України. — 1938. — № 10/11 — С. 13-17 : іл.
- Хаустов П., Шапаровский Г. «Планировка города». — 1931.
- Хаустов П., Шапаровский Г. Децентрализованная система планировки поселения. — 1931.
- Хаустов П., Шапаровский Г. Членение жилых территорий на укрупнённые «комплексы» на 15-го тысяч жителей. — 1931.
- Хаустов П., Гожуло М. Отсутствие плана г. Киева и необходимость его составления на научных основаниях // Киевские городские известия. — 1918. — № 2-6.